# Turanogryllus levigatus
Turanogryllus levigatus är en insektsart som beskrevs av Pajni och Madhu 1988. Turanogryllus levigatus ingår i släktet Turanogryllus och familjen syrsor. Inga underarter finns listade i Catalogue of Life.